# Túc Dụ
Túc Dụ (tiếng Trung: 粟裕; bính âm: Sù Yù; 10 tháng 8 năm 1907 — 5 tháng 2 năm 1984) là một lãnh đạo quân sự Đảng Cộng sản Trung Quốc. Ông được lãnh đạo Đảng Cộng sản Trung Quốc Mao Trạch Đông coi là một trong những tư lệnh giỏi nhất của PLA chỉ bên cạnh Lâm Bưu và Lưu Bá Thừa. Túc Dụ chiến đấu trong Chiến tranh Trung-Nhật lần thứ hai và Nội chiến Trung Quốc. Ông chỉ huy Quân Dã chiến Hoa Đông (đổi tên thành Quân Dã chiến số 3 năm 1949) trong Nội chiến Trung Quốc.

## Đầu đời
Túc Dụ sinh ngày 10 tháng 8 năm 1907 tại huyện Hội đồng, tỉnh Hồ Nam trong một gia đình thuộc tộc người Động, nhưng ông xem bản thân là người Hán. Ông là người con thứ ba trong số sáu anh chị em ruột. Cha của Túc Dụ là Túc Chu Hanh (粟周亨), mẹ ông là Lương Mãn Muội (梁满妹), và gia đình phụ thuộc vào 30 mẫu đất nông nghiệp được thừa hưởng để sống sót. Năm 18 tuổi, Túc Dụ theo học Trường Sư phạm số 2 tỉnh Hồ Nam ở Thường Đức, cấp giáo dục sau trung học của ông.

## Chiến dịch bao vây và Vạn lý Trường chinh
Năm 1926, ông gia nhập Đoàn Thanh niên Cộng sản Trung Quốc và năm 1927, gia nhập Đảng Cộng sản Trung Quốc. Ông tham gia Bắc phạt và sau đó là Khởi nghĩa Nam Xương. Ông nổi bật lên như một trong những chỉ huy quân du kích có năng lực ở Xô viết Giang Tây trong những năm 1930. Ông không tham gia Vạn lý Trường chinh bởi vì ông được giao nhiệm vụ chiến đấu chống lại binh sĩ Quốc dân Đảng cho một hành động trì hoãn và ở lại miền Nam Chiết Giang cho đến năm 1937.

## Chiến tranh Trung-Nhật lần thứ hai

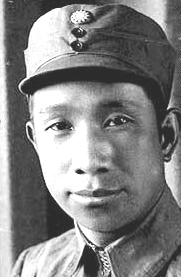
Túc Dụ trong chiến tranh Trung-Nhật lần thứ hai

Trong Chiến tranh Trung-Nhật lần thứ hai, ông đã giành chiến thắng Chiến dịch Cheqiao chống lại quân đội Nhật Bản. Sau đó, ông có một số chiến dịch khác ở miền Trung Giang Tô. Ông cũng chịu trách nhiệm mở rộng các căn cứ quyền lực cộng sản ở các tỉnh Sơn Đông và Giang Tô bằng cách tấn công các thành phố được kiểm soát bởi Quốc dân Đảng; các lực lượng Quốc dân Đảng dưới quyền Tướng Cố Chúc Đồng trả thù bằng cách quét sạch một phần lớn binh sĩ Cộng sản trong Sự kiện Tân Tứ quân, đánh dấu sự kết thúc của mặt trận thống nhất.
Trong chiến tranh, Túc Dụ là Sư đoàn trưởng Sư đoàn 1 của Tân Tứ quân, ông đã thiết lập ở chính mình với tư cách là một trong những tư lệnh có khả năng nhất của lực lượng vũ trang Cộng sản, đã giành chiến thắng một loạt các chiến dịch giao tranh chống lại quân địch áp đảo - Quân đội Quốc dân Đảng, Lực lượng chế độ bù nhìn và Quân đội Nhật Bản.

## Nội chiến Trung Quốc

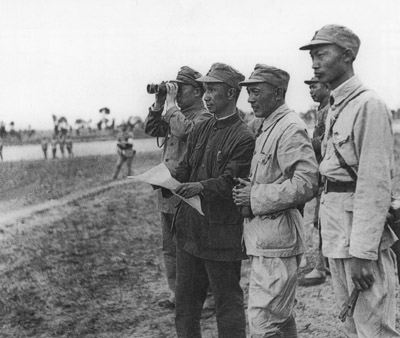
Túc Dụ, thứ hai từ bên trái, đang khảo sát chiến trường trước khi Chiến dịch Mạnh Lương Cố bắt đầu năm 1947.

Trong Nội chiến, Túc Dụ làm Phó Tư lệnh Quân Dã chiến Hoa Đông của Đảng Cộng sản và sau đó là Phó Tư lệnh Quân Dã chiến số 3 vào cuối cuộc chiến tranh.
Những thành công của trận đánh đã thuyết phục Mao Trạch Đông thay đổi chiến lược quân sự của ông về Nội chiến Trung Quốc, từ chiến tranh mang lối du kích truyền thống sang một cách tiếp cận di động và thông thường hơn. Tháng 7 năm 1946, ông dẫn dắt 30.000 binh sĩ Cộng sản chiến thắng hơn 120.000 binh sĩ Quốc dân Đảng có vũ trang Mỹ trong bảy cuộc cuộc giao chiến khác nhau, đã bắt và giết 53.000 binh sĩ Quốc dân Đảng và làm bàng hoàng đất nước. Chiến dịch Tô Trung là chiến dịch đầu tiên trong số nhiều chiến dịch rực rỡ đã xác định di sản của ông. Ông cũng là chỉ huy của PLA trong Chiến dịch Mạnh Lương Cố nổi tiếng và được tuyên truyền nhiều. Trong chiến dịch này, Sư đoàn 74 Quốc dân Đảng ưu tú đã bị phá hủy hoàn toàn sau khi Túc Dụ thành công trong việc bao vây đơn vị.
Ông là chỉ huy quan trọng trong Chiến dịch Hoài Hải (tháng 11 năm 1948 đến tháng 1 năm 1949). Đó là lời đề nghị của ông vào ngày 22 tháng 1 năm 1948 rằng hai đội quân Lưu và Túc theo sau tập trung đột ngột, chiến lược phân tán đột ngột dẫn đến chiến thắng quyết định này vào cuối năm 1948, với sự tiêu diệt năm đội quân Quốc dân Đảng và giết hoặc bắt giữ 550.000 binh sĩ Quốc dân Đảng. Chỉ riêng quân đội của Túc Dụ đã phá hủy 4 đội quân Quốc dân Đảng và là lực lượng quyết định trong việc phá hủy đội quân thứ năm.

## Sau khi thành lập nước Cộng hòa Nhân dân Trung Hoa

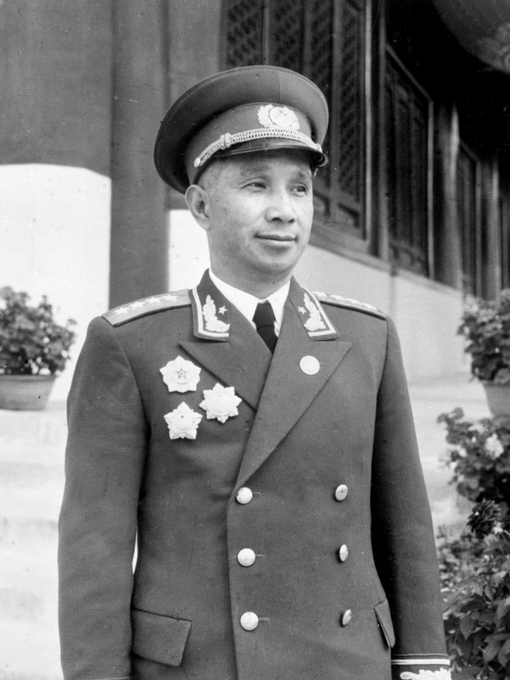
Túc Dụ năm 1955

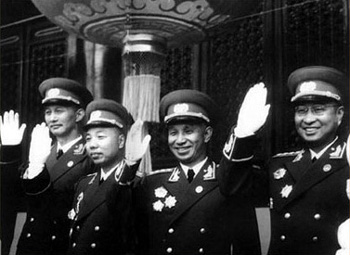
Hồng Học Trí, Tiêu Hoa, Túc Dụ và Trần Canh năm 1955 (trái sang phải)

Khi Chiến tranh Triều Tiên nổ ra năm 1950, theo lời đồn rằng Túc Dụ là Tư lệnh mà Mao Trạch Đông cần để dẫn dắt Chí nguyện quân Nhân dân Trung Quốc vào Triều Tiên, vì kinh nghiệm chỉ huy một số lượng lớn binh sĩ của ông. Tuy nhiên, vì bệnh tình của ông (do các mảnh đạn trong những năm 1930 gây ra), cả Túc Dụ lẫn Lâm Bưu (cũng được đồn đại là bị bệnh) đã không thể chỉ huy Chí nguyện quân Nhân dân. Cuối cùng, Bành Đức Hoài được chọn.
Túc Dụ được trao tặng quân hàm Đại tướng năm 1955. Ông phục vụ trong nhiều chức vụ, trong đó có Tổng Tham mưu trưởng Quân Giải phóng Nhân dân Trung Quốc trong những năm 1950. Trong những năm cuối đời, ông xuất bản Hồi ký Túc Dụ (粟裕回忆录). Ngày 5 tháng 2 năm 1984, ông qua đời tại Bắc Kinh, ở tuổi 77.

## Gia đình

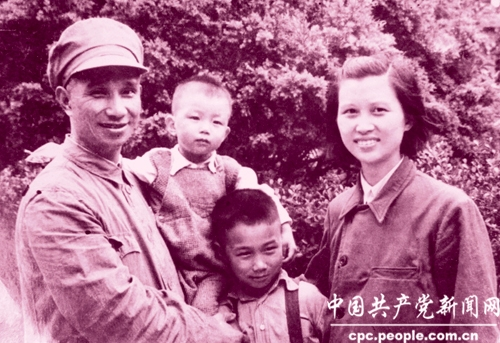
Túc Dụ, Sở Thanh và hai con trai của họ, Túc Nhung Sinh và Túc Hàn Sinh tại Thượng Hải, tháng 9 năm 1949

Túc Dụ kết hôn với Sở Thanh (楚青) vào tháng 2 năm 1941. Họ có ba người con, tất cả đều gia nhập Quân Giải phóng Nhân dân Trung Quốc (PLA). Con trai cả Túc Nhung Sinh (粟戎生) sinh năm 1942, sau đó là con trai thứ hai Túc Hàn Sinh (粟寒生) và con út, con gái Túc Huệ Ninh (粟惠宁), người kết hôn với Trần Tiểu Lỗ (陈小鲁) vào tháng 8 năm 1975. Trần Tiểu Lỗ là con trai út của Trần Nghị, người là cấp trên trực tiếp của Túc Dụ trong thời chiến. Theo Túc Nhung Sinh, Túc Dụ là một người cha cực kì nghiêm khắc. Khi Túc Nhung Sinh mới ba tuổi, Túc Dụ buộc Nhung Sinh phải học cách bơi bằng cách chỉ cho Túc Nhung Sinh một miếng tre như một cái phao và đẩy Túc Nhung Sinh xuống nước trước mặt mẹ Nhung Sinh và cấm bất cứ ai cố gắng cứu Túc Nhung Sinh. Vợ của Túc Dụ, Sở Thanh đã nổi giận và hỏi Túc Dụ một cách giận dữ dù ông không lo lắng về việc Túc Nhung Sinh bị chết đuối. Nhưng Túc Dụ đã trả lời rằng Túc Nhung Sinh sẽ không bao giờ học cách bơi theo bất kỳ cách nào khác và ngoài ra, Túc Nhung Sinh không bị chết đuối. Năm 20 tuổi, Túc Nhung Sinh gia nhập PLA và tại ngũ trong 45 năm, thăng tiến từ một chiến sĩ bình thường đến một sĩ quan mang quân hàm Trung tướng, ông giữ chức vụ Phó Tư lệnh Quân khu Bắc Kinh trước khi về hưu ở tuổi 65.